# 수헤일 알하산
수헤일 알하산(아랍어: سهيل الحسن, 영어: Suheil al-Hassan, 1970년~)은 시리아군 장성이며, 일명 타이거 대령(The tiger)이라 불린다.
1970년 라타키아 주 자블레(Jableh)에서 태어났다. 1991년 시리아 공군사관학교를 졸업하였다. 2011년 시리아 내전이 발발하자, 대령 계급으로 정부군 지휘관으로서 활약해왔다. 그는 내전기에 떠오른 새 세대의 야전사령관들 중 하나이다. 타이거 부대(Qawat Al-Nimr)를 지휘하고 있다. 2015년 12월 소장으로 2계급 진급하였다.